# Madame (film, 2019)
Pour les articles homonymes, voir Madame (homonymie).
Pour plus de détails, voir Fiche technique et Distribution.
Madame est un film suisse réalisé par Stephane Riethauser, sorti en 2019.

## Synopsis
Le film met en scène des discussions du réalisateur Stephane Riethauser avec sa grand-mère, Caroline, à propos de la sexualité et du genre, en écho avec leur milieu bourgeois.

## Fiche technique
- Titre : Madame
- Réalisation : Stephane Riethauser
- Scénario : Stephane Riethauser
- Musique : David Perrenoud
- Photographie : Luc Riethauser, Stephane Riethauser et Marcus Winterbauer
- Montage : Natali Barrey
- Société de production : Lambda Prod
- Société de distribution : Outplay (France)
- Pays :  Suisse
- Genre : Documentaire
- Durée : 94 minutes
- Dates de sortie : 
  -  France : 26 août 2020

## Distribution
- Caroline Della Beffa
- Stephane Riethauser

## Accueil
Marie Sauvion pour Télérama dit du film qu'il « séduit par sa tendresse et confirme qu'il faut bien du courage pour devenir soi ». Sophie Benamon pour Première compare le style du film à un journal intime, proche des documentaires de Jonathan Caouette.